# جنبلاق
جُنبُلاق روستایی است از توابع شهرستان بروجرد در استان لرستان. این روستا در دهستان دره‌صیدی در بخش مرکزی این شهرستان قرار دارد. دسترسی به این روستاازطریق جاده روستای گیجالی امکان‌پذیر است. این روستا درحدفاصل دو روستای گیجالی بالا و بلوط بیگ قراردارد.

## جمعیت
بنابر سرشماری مرکز آمار ایران، جمعیت جنبلاق در سال ۱۳۹۵ برابر با ۴۱ نفر بوده‌است که از این میان ۲۲ نفر مرد و بقیه زن بوده‌اند. این روستا ۱۳ خانوار دارد.